# Ozero Bolsjoje Zasominoje
Ozero Bolsjoje Zasominoje (ryska: Озеро Большое Засоминое) är en sjö i Belarus.   Den ligger i voblasten Brests voblast, i den centrala delen av landet, 240 km söder om huvudstaden Minsk. Ozero Bolsjoje Zasominoje ligger 137 meter över havet. Arean är 0,95 kvadratkilometer. Den sträcker sig 1,4 kilometer i nord-sydlig riktning, och 1,1 kilometer i öst-västlig riktning.
I omgivningarna runt Ozero Bolsjoje Zasominoje växer i huvudsak blandskog. Runt Ozero Bolsjoje Zasominoje är det ganska glesbefolkat, med 27 invånare per kvadratkilometer.